# Юньнань Фэйху
«Юньнань Фэйху» (кит. упр. 云南飞虎足球俱乐部) — бывший китайский футбольный клуб из города Лицзян провинции Юньнань, выступавший в третьем дивизионе. Домашней ареной клуба являлся стадион Лицзян, вмещающий 22400 человек.

## История
После того, как в 2006 году был распущен клуб «Юньнань Лицзян Дунба», спортивное бюро Юньнани, футбольная ассоциация Юньнани, муниципальное правительство Лицзяна и некоторые другие государственные учреждения оказали поддержку в создании в регионе новой футбольной команды, которая бы представляла Юньнань в рамках спортивных соревнований. Это было реализовано в сентябре 2012 года, когда клуб с названием «Лицзян Цзяюньхао» был официально зарегистрирован для участия в розыгрыше второй лиги сезона 2013 года. Также 5 декабря 2012 года был назначен главный тренер, им стал китайский специалист Ню Хунли. Домашней площадкой для клуба стал Стадион развития спорта Лицзяна, а домашняя форма была представлена сочетанием зелёного цвета. 6 мая 2013 года у клуба появились инвесторы, ими стали компании «Kunming Minjian Mechanical & Electrical Equipment Limited Company», «Lijiang Materials Co. Ltd.» и «Lijiang Taihe Group».
В дебютном сезоне команде удалось дойти до плей-офф в дивизионе, однако в четвертьфинале она проиграла «Хэбэй Чайна Форчун» со счётом 3-2 по сумме двух матчей. К началу сезона 2015 года в лиге команда сменила цвета логотипа и формы на синие. После нескольких сезонов, в которых команда доходила до плей-офф, при главном тренера Чжан Бяо клубу удалось победить в финале плей-офф «Баодин Инли Итун» со счётом 2-0.
В январе 2017 года «Лицзян Цзяюньхао» сменил название на «Юньнань Лицзян». Прозвище Летающие тигры обязано своим появлением добровольческой бригаде «Летающие тигры», которая базировалась в Юньнани в период Второй мировой войны.
В январе 2018 года «Юньнань Лицзян» сменил название на «Юньнань Фэйху». Клуб не смог выплатить зарплату по итогам сезоне 2018 года. В итоге, 26 февраля 2019 года «Юньнань Фэйху» официально вышел из системы профессиональных клубов Китая.

## Изменение названия
- 2012–2016 Лицзян Цзяюньхао (丽江嘉云昊)
- 2017 Юньнань Лицзян (云南丽江)
- 2018–н. в. Юньнань Фэйху (云南飞虎)

## Изменения логотипа

2012—2014
2015
2016—2017
2018

## Достижения
- Победитель Второй лиги: 2016